# Cryptospiza reichenovii
L'astro montano di Reichenow o astro montano mascherato (Cryptospiza reichenovii (Hartlaub, 1874)) è un uccello passeriforme della famiglia degli Estrildidi.

## Tassonomia
Se ne riconoscono due sottospecie:
- Cryptospiza reichenovii reichenovii, la sottospecie nominale, diffusa in Camerun, Angola e sull'isola di Bioko;
- Cryptospiza reichenovii australis Shelley, 1896, diffusa in Africa orientale;

La specie deve il suo nome scientifico (nonché quello nome comune) all'ornitologo tedesco Anton Reichenow.

## Distribuzione ehabitat
L'astro montano di Reichenow rappresenta l'unica specie del proprio genere diffusa anche al di fuori della Rift Valley: oltre ad occupare un vasto areale che va dall'Uganda allo Zimbabwe e al Mozambico occidentale, infatti, vi sono due popolazioni di questi uccelli che vivono rispettivamente sull'isola di Bioko (nel Golfo di Guinea) ed in Angola nord-occidentale.
Lhabitat di questi uccelli è rappresentato dalle foreste montane con fitto sottobosco a quota compresa fra i 9 ed i 2000 m: questa specie colonizza tuttavia anche brughiere, zone cespugliose ad Acanthaceae e foreste secondarie con presenza di radure erbose più o meno estese.

## Descrizione

### Dimensioni
Misura fino a 12 cm di lunghezza. 

### Aspetto
Si tratta di uccelli dall'aspetto massiccio, muniti di un forte becco conico e di ali e coda piuttosto corte in rapporto alle dimensioni.

La livrea è dominata dai toni del grigio-olivastro, con tendenza a schiarirsi fino a divenire bianco-giallastro sulla gola: le remiganti e la coda sono nere, mentre dorso, copritrici alari, fianchi e codione sono rosso cremisi, così come dello stesso colore è una caratteristica mascherina che dai lati del becco raggiunge gli occhi. La colorazione rossa è prerogativa del maschio, mentre nella femmina la mascherina è dello stesso colore della gola e poco evidente, mentre il rosso si limita al codione. Il becco è nero in entrambi i sessi, gli occhi sono bruno-nerastri, le zampe sono di colore carnicino.

## Biologia
Si tratta di uccelli diurni che vivono da soli, in coppie o in gruppetti che contano al massimo una decina d'individui, che passano la maggior parte del tempo al suolo o a poca distanza da esso, alla ricerca di cibo: talvolta li si può osservare in associazione con altre specie, come il becco azzurro occidentale, la nonnetta bicolore ed astrilde nonnula, mentre verso i conspecifici estranei questi uccelli si mostrano piuttosto aggressivi, difendendo un territorio di circa 0,8 ettari da eventuali intrusi. Ciononostante, gli astri montani di Reichenow sono uccelli molto schivi, che al minimo accenno di pericolo cercano precipitosamente rifugio nel folto della boscaglia.

### Alimentazione
L'astro montano di Reichenow è un uccello principalmente granivoro, nutrendosi infatti principalmente di piccoli semi di graminacee, con preferenza per quelli ancora immaturi: questi uccelli sono stati inoltre osservati nutrirsi dei semi del pino Pinus patula, introdotto in alcune aree dove essi sono diffusi. Questi uccelli inoltre mangiano anche bacche, frutta, germogli ed invertebrati di piccole dimensioni.

### Riproduzione
Il periodo riproduttivo coincide con la fase finale della stagione delle piogge: a differenza di quanto osservabile nella maggior parte degli estrildidi, il maschio durante il corteggiamento non tiene rametti o fibre vegetali nel becco, ma si limita a cantare (con un canto piuttosto simile a quello udibile dai maschi di melba del Sudan) e saltellare attorno alla femmina.

Il nido viene ubicato nel folto della vegetazione, a un paio di metri d'altezza: esso viene edificato da entrambi i genitori utilizzando fibre vegetali intrecciate a formare una struttura sferica. Gli astri montani di Reichenow sono soliti nidificare sempre nel medesimo luogo, sicché possono essere osservati più nidi nel medesimo sito, dei quali uno solo occupato. All'interno del nido la femmina depone 3-5 uova, che vengono covate sia dal maschio che dalla femmina per circa due settimane: i pulli, ciechi ed implumi alla schiusa, vengono accuditi da ambo i genitori e lasciano il nido attorno alle tre settimane di vita, quando sono in grado di volare, sebbene essi tendano a rimanere nei pressi del nido per ulteriori 10-12 giorni, col maschio che continua sempre più sporadicamente ad imbeccarli.
La speranza di vita di questi uccelli, stimata in base all'osservazione continuativa di esemplari inanellati, è di circa 5 anni, sebbene difficilmente si possano trovare in circolazione esemplari che siano riusciti a superare il terzo anno di vita.